# Paul Jones (cầu thủ bóng đá, sinh năm 1965)
Paul Anthony Jones (sinh ngày 9 tháng 9 năm 1965) là một cựu cầu thủ bóng đá người Anh thi đấu ở vị trí tiền vệ ở Football League cho Walsall và Wolverhampton Wanderers.

## Sự nghiệp
Jones gia nhập Walsall năm 1981 với vai trò học việc, trước khi kí hợp đồng chuyên nghiệp vào tháng 9 năm 1983. Ông thi đấu 143 trận trong giải quốc nội cho câu lạc bộ trước khi rời đi vào tháng 11 năm 1989 để gia nhập đội bóng Second Division Wolverhampton Wanderers.
Tiền vệ có thêm 15 lần ra sân cho Wolves trước khi bị giải phóng hợp đồng năm 1991, sau đó ông thi đấu tại bóng đá non-league, ban đầu là với Kettering Town.